# Risk of Rain
A Risk of Rain platformjáték roguelike-elemekkel, melyet a Washingtoni Egyetem két diákjából álló csapat fejlesztett Hopoo Games név alatt. A kezdetben diákprojektként indult játék kibővítését egy Kickstarter-kampány keretében finanszírozták, a kész játékot végül a Chucklefish Games jelentette meg 2013 novemberében Microsoft Windowsra. Az OS X- és a Linux-verziók egy Humble Bundle keretében mutatkoztak be 2014. október 28-án. A PlayStation 4- és a PlayStation Vita-átiratokat a Code Mystics segítségével készítették el, és 2016. április 12-én jelentették meg.
A játékos egy különös bolygóra lezuhant áruszállító űrhajó túlélőjét irányíthatja. Ahogy a játékos előrehalad a véletlenszerű sorrendben kiválasztott és azokon véletlenszerűen elhelyezett tárgyakkal teleszórt pályákon, úgy meg kell próbálnia életben maradni a szörnyek megölésével és a támadó vagy védekezőképességeit növelő tárgyak összegyűjtésével. A játék nehézsége az idővel arányosan növekszik, így a játékosnak el kell döntenie, hogy időt szán a tapasztalatgyűjtésre vagy gyorsan, még azelőtt végigviszi a pályákat, mielőtt a szörnyek erősebbek lennének. A játékosok rejtett helyek felfedezésével műemlékekre lelhet, melyek megváltoztathatják a játékmenetet. A játék internetes játék esetén négy, helyi játék esetén két főig támogatja a kooperatív játékot.